# Виман, Карл
Карл Виман (англ. Carl Wieman; род. 26 марта 1951, Корваллис, Орегон, США) — американский физик, лауреат Нобелевской премии по физике в 2001 году (совместно с Эриком Корнеллом и Вольфгангом Кеттерле) «за достижения в изучении процессов конденсации Бозе — Эйнштейна в среде разрежённых газов и за начальные фундаментальные исследования характеристик конденсатов». Внук теолога Генри Нельсона Вимана (англ. Henry Nelson Wieman).

## Биография
Карл Виман был четвёртым из пяти детей в семье Н. Орра Вимана и Элисон Виман. Детство провёл в Орегоне, США. Незадолго до того, как Виман перешёл в седьмой класс школы, семья переехала в Корвалис, с тем, чтобы позволить детям посещать более хорошие школы. Несмотря на то, что Корвалис насчитывает всего 25 тысяч жителей, в нём находится университет штата Орегон.
После средней школы он становится студентом Массачусетского технологического института. После прохождения общего курса лекций он переходит в Стэнфордский университет на кафедру Теодора Хенша, у которого в 1977 году защищает диссертацию. После этого он работает в Мичиганском университете в городе Энн Арбор и становится там в 1979 году ассистентом профессора. Здесь он знакомится с Сарой Гильберт, которая студенткой работала вместе с ним. В 1984 году он переходит в Колорадский университет в Боулдере и женится на Саре Гильберт, которая к тому времени уже тоже защитила диссертацию. В 1987 году он является профессором физики Колорадского университета в Боулдере.

## Достижения
В группе Хенша Виман занимался прецизионными измерениями длин волн спектральных линий водорода. Темой его диссертации было измерения лэмбовского сдвига уровня 1s, и изотопного сдвига перехода 1s-2s при помощи поляризационной спектроскопии. На основе своего опыта в области прецизионной спектроскопии он хотел заняться в Мичиганском университете измерениями нарушения чётности в атомах, предсказанного теорией электрослабого взаимодействия. Очень быстро он осознал, что для этих целей более подходит цезий, а не водород. Успешные измерения в 1985 году принесли ему признание научного сообщества.
С связи с этими прецезионными экспериментами, уже в 1984 г. Виман занимался лазерным охлаждением и лазерными ловушками. Сначала он интересовался этим только в связи с улучшением своего метода измерения. Однако вскоре он осознал, что таким образом можно исследовать поведение атомов при очень низких температурах и произвести конденсат Бозе — Эйнштейна. В 1995 году, совместно с Эриком Корнеллом, это ему удалось. За это достижение он был удостоен в 2001 году Нобелевской премии по физике (совместно с Эриком Корнеллом и Вольфгангом Кеттерле).

## Награды и отличия
- 1990 — Стипендия Гуггенхайма[5]
- 1993 — Премия Эрнеста Лоуренса по физике
- 1994 — Премия Дэвиссона−Джермера[англ.] от Американского физического общества
- 1995 — Избран в Национальную академию наук США[6]
- 1995 — Медаль Эйнштейна за лазерные науки[англ.] от Общества оптической и квантовой электроники
- 1996 — Премия памяти Рихтмайера от Американской ассоциации учителей физики
- 1996 — Премия Фрица Лондона по физике низких температур от Международного союза теоретической и прикладной физики
- 1996 — Премия Ньюкомба Кливленда[англ.] от Американской ассоциации содействия развитию науки
- 1997 — Международная премия короля Фейсала
- 1997 — Научная премия фонда Бонфилс-Стаантона
- 1998 — Избран в Американскую академию искусств и наук
- 1998 — Медаль Лоренца от Королевской голландской академии искусств и наук
- 1999 — Премия Вуда от Оптического общества
- 1999 — Премия Шавлова за лазерные науки[англ.] от Американского физического общества
- 2000 — Медаль Бенджамина Франклина по физике от Института Франклина
- 2001 — Нобелевская премия по физике
- 2004 — Национальный профессор года по версии Совета по развитию и поддержке образования фонда Карнеги
- 2007 — Медаль Эрстеда
- 2009 — Премия Говарда Воллума[англ.]